# 정관오역
정관오역(중국어 정체자: 將軍澳, 광둥어 예일: Jēunggwān'ou, 영어: Tseung Kwan O)은 홍콩 산가이의 신도시인 정관오의 도심에 위치한 홍콩 지하철 정관오선의 역이다.
이전 역은 티우겡렝역이며 이 역 다음으로는 로하스파크역과 항하우역의 두 지선으로 갈라진다. 역 입구는 통췬가 (Tong Chun Street), 팝콘 몰 (Popcorn Mall),  Tseung Kwan O), 통인가 (Tong Yin Street)에 나 있으며 역 외부에 대중교통 환승소가 있다. 역 건물 설계는 아에다스가 맡았다.

## 역사
호주계 건설사인 레이튼과 중국 국영기업 간의 합작회사가 시공업체로 선정됐다.
정관오역은 2002년 8월 18일 정관오 차량기지 방면 지선과 함께 개업하였다. 차량기지는 로하스파크역 바로 옆에 있었으나 이 역이 개업한 것은 2009년 7월 26일에 이르러서였다.

## 역 구조
| G         | 대합실                     | 출구, 대중교통 환승                                               |
| G         | 대합실                     | 고객 서비스, MTR샵                                                |
| G         | 대합실                     | 자판기, ATM                                                       |
| L1 승강장 | 승강장 1                   | 정관오선 보람역 방면 (항하우) → 정관오선 로하스파크 방면 (종점) → |
| L1 승강장 | 섬식 승강장, 오른쪽문 열림 |                                                                   |
| L1 승강장 | 승강장 2                   | ← 정관오선 박곡 방면 (티우겡렝)                                   |

### 출입구
- A1 : TKO 스팟 / 성탁 단지 / 대중교통 환승
- A2 : 더 그랜디오즈 (The Grandiose) / 정관오 광장
- B1/B2 : 파크 센트럴
- C : 팝콘 몰

## 호텔
산훙가이 지산 (新鴻基地產, Sun Hung Kai Properties)에서 정관오역 인근에 호텔 쇼핑 종합단지 개발계획으로서 359개 객실 규모의 크라운 플라자 호텔, 176개 객실 규모의 베가 스위츠 호텔, 300개 객실 규모의 홀리데이인 익스프레스 호텔을 건설하였다.

## 쇼핑몰
정관오역은 2012년에 오픈한 팝콘 (PopCorn)이란 이름의 쇼핑몰 연결되어 있으며 MTR 소유로 되어 있다. 팝콘 쇼핑센터는 총면적 40,000제곱미터가 넘는 규모로서 약 150개의 소매점과 영화관이 들어서 있다.
팝콘은 인근 쇼핑몰인 팝콘 2 (PopCorn 2), 파크 센트럴, 정관오 플라자 (Tseung Kwan O Plaza)를 연결하는 환승지구로서의 역할도 하고 있다. 팝콘 인근에는 대중교통 환승센터가 있으며, 103M, 110, 112S번 경전철 노선과 792M, 793, 796S, 796X, 798번, N796번 시내 버스 노선으로 갈아탈 수 있다.